# Orthemis attenuata
Orthemis attenuata là loài chuồn chuồn trong họ Libellulidae. Loài này được Erichson mô tả khoa học đầu tiên năm 1848.